# Kalati Kánság
A Kalati kánság (beludzs nyelven: خانات ءِ قلات

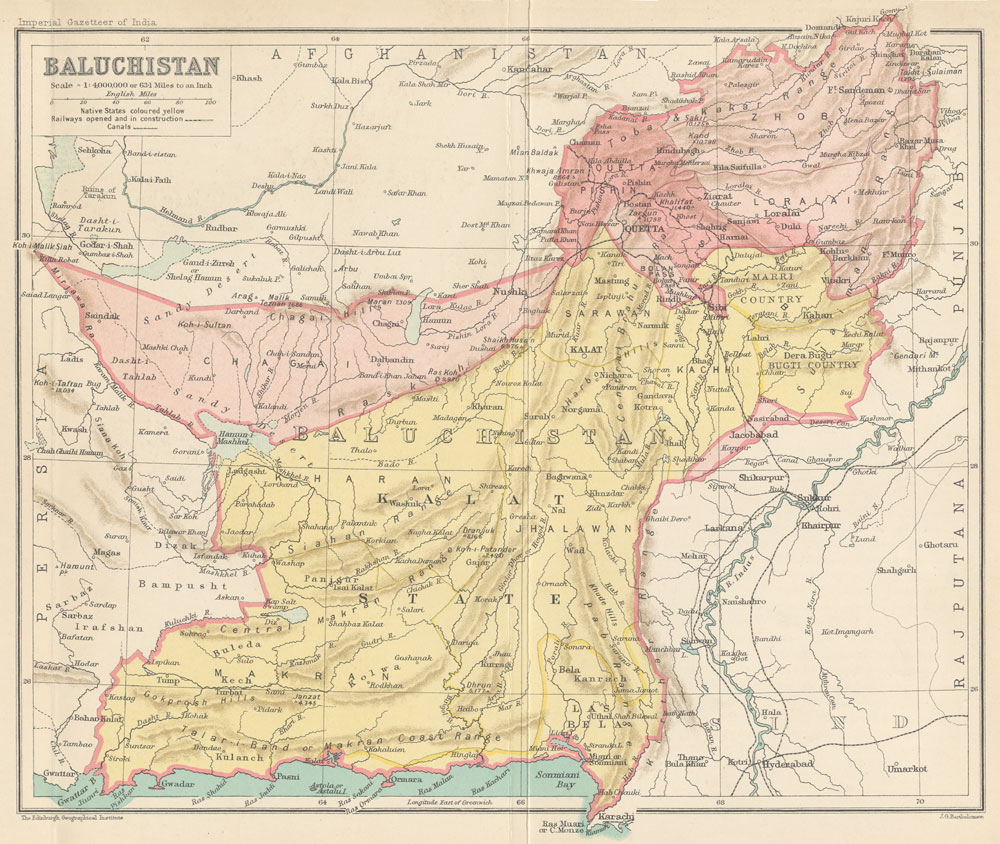
A Beludzsisztáni Ügynökség térképe.

) egy hercegi állam volt, amely 1666 és 1955 között állt fenn és a mai Beludzsisztán tartomány központi részén helyezkedett el, Pakisztánban. Ezt megelőzően Akbar mogul sah alattvalói voltak. 1839-ig független államként működött, míg Ahmedzai Brahui kán alárendelt szövetséget nem kötött a Brit Kelet-indiai Társasággal. A Mastungi szerződést 1876-ban a kalati kán és Beludzs szardárja írta alá, majd azt követően Kalat része lett a Beludzsisztáni Ügynökségnek. Egy röpke ideig független volt 1947 augusztusától 1948 márciusáig, amikor a kán aláírta a csatlakozási nyilatkozatot a Pakisztáni domíniumhoz. 1955-ig hercegi állam maradt majd Pakisztán bekebelezte az országot.

## Földrajz
A Kalati kánság a modern Beludzsisztán tartomány központi területén helyezkedett el Pakisztánban. Tőle északra helyezkedett el Brit Beludzsisztán parancsnoksága.
Az ország főbb hegységei voltak a Központi Beludzs, Kirtár, Pab, Sziahan, Központi Makrán, Makrán Parti hegylánc, amely 3 050 méter magassáról ereszkedik le 370 m-re. Az ország folyói szinte kivétel nélkül déli  irányba gyűlnek össze a Nari, Mula, Hab, Porali, Hingol és Dast folyókba. Csak egy nagy folyó tart észak felé, mégpedig a Raksan. A beludzsi partvidék városai Gavadar, Paszni, Szonmiani, Gívani.

### Alegységei
A Kalati kánság közigazgatási egységei voltak: Makrán, egy makrani (sziddi - Afrikából származó csoport), gicski (egy beludzs törzs) és zikri nyelvterületet, Dzsalaván, ami brahui (egy elszigetelt dravida nyelv) nyelvterület, Kaccsi, ami szindi nyelvterület, Szaraván, szintén egy brahui nyelvterület, valamint két hercegi államot tartott ellenőrzése alatt, a szindi nyelvű Lasz Belát és egy raksani nyelvű államot, Karánt.

## Történelem
A Kalati kánságot 1666-ban alapította Mir Ahmed Kán Kambrani Beludzs. A kánság csúcspontját Mir Naszír kán Núri Ahmadzai, kalati kán alatt érte el, aki egy brahui nyelven beszélő kán volt, és 1758-ban zászlója alatt egyesítette a Kalati térséget. A terület, amit az állam ellenőrzése alatt tartott, az évszázadok folyamán változott, és a kései 19. században a britekkel (Robert Groves Sandeman) kötött szerződések véglegesítették. Az állam északi és északkeleti részeit a britek bérbe vették, illetve kisajátították, hogy létrehozzák Brit Beludzsisztán tartományt, amely később megszerezte a Főmegbízott tartomány státust.
A térség 1947. augusztus 15-től 1948 március 27-ig de facto független volt, majd csatlakozott Pakisztánhoz 1948. március 27-én. 1952. október 3-án három szomszédos állammal megalakította a Beludzs államszövetséget. A Kalati kánság 1955. október 14-én megszűnt létezni, amikor megalakult a Nyugat-Pakisztáni tartomány.
A Kalati kánság zászlaja zöld mező vörös felett A  zászlót megosztó vonal közepén fekszik egy álló fehér csillag, alatta sarkokkal felfele egy fehér félhold. A csillagon és félholdon iszlám felirat díszeleg. A csillagon az áll, hogy: "Allah Nagy" , a félholdon pedig: "nincs más isten, csak Allah és Mohamed az ő prófétája". A beludzsi moszlimok rendkívüli fontosságot tulajdonítanak a zöld és a vörös színeknek..

## Kalat uralkodói
A kalati uralkodók eredetileg a vali (arab: felügyelő, védő, segítő) címet viselték, de 1739-ben ehhez még felvették a (Begler Begi) kán címet, amit általában csak röviden kánnak használtak. Az utolsó kalati kánt (beludzsi:خان قلات) érte az a megtiszteltetés, hogy a Beludzs Unió béli Uralkodók Tanácsának elnöke lehessen.
| Hivatali idő                             | Kalati kán |
| ---------------------------------------- | --- |
| 1512-1530                                | Mir Bidzsár kán Mirvani Beludzs |
| 1530-1535                                | Mir Zagár kán Mirvani Beludzs |
| 1535-1547                                | Mir Ibrahim kán Kambrani Beludzs (Királyi nevét Mirvaniról Kambranira változtatta)                                                                                              |
| 1547-1549                                | Mir Gvarám kán Kambrani Beludzs |
| 1549-1569                                | Mir Hasszán kán Kambrani Beludzs |
| 1569-1581                                | Mir Szandzsár kán Kambrani Beludzs |
| 1581-1590                                | Mir Maluk kán Kambrani Beludzs |
| 1590-1601                                | Mir Kambar Szani kán Kambrani Beludzs |
| 1601-1610                                | I. Mir Ahmed kán Kambrani Beludzs |
| 1610-1618                                | Mir Szúri kán Kambrani Beludzs |
| 1618-1629                                | Mir Kaiszár kán Kambrani Beludzs |
| 1629-1637                                | II. Mir Ahmed Szani kán Kambrani Beludzs |
| 1637-1647                                | I. Mir Altáz kán Kambrani Beludzs |
| 1647-1656                                | Mir Kacsi kán Kambrani Beludzs |
| 1656-1666                                | II. Mir Altáz Szani kán Kambrani Beludzs |
| 1666–1695                                | I. (III.) Mir Ahmed kán Kambrani Beludzs (Megváltoztatta királyi családnevét Kambraniról Ahmadzaira)                                                                            |
| 1695–1697                                | I. Mir Mehrab kán Ahmadzai Beludzs |
| 1697–1714                                | Mir Szamandár kán Ahmadzai Beludzs (al-Umara emír, emírek emírje) |
| 1714–1716                                | II. Mir Ahmed kán Ahmadzai Beludzs |
| 1716–1731                                | Mir Abdullah kán Ahmadzai Beludzs (a legnagyobb szirtisas) |
| 1731–1749                                | Mir Muhabbat kán Ahmadzai Beludzs (Beglár Begi) |
| 1749–1794                                | I. Mir Mohamed Naszír kán Ahmadzai Beludzs (nuri, gázi, a legnagyobb vali) |
| 1794–1817                                | I. Mir Mahmud kán Ahmadzai Beludzs |
| 1817 - 1839. november 13.                | II. Mir Mehrab kán Ahmadzai Beludzs |
| 1839–1841                                | Mir Sah Navaz kán Ahmadzai Beludzs |
| 1841–1857                                | II. Mir Naszir kán Ahmadzai Beludzs |
| 1857 - 1863 márciusa                     | Mir Kudadad kán Ahmadzai Beludzs (első ízben); uralkodása idején hét nagyméretű és számos kisebb lázadás volt.                                                                  |
| 1863 márciusa - 1864 májusa              | Mir Serdil kán Ahmadzai Beludzs (trónbitorló) |
| 1864 májusa - 1893. augusztus 15.        | Mir Kudadad kán (második ízben) |
| 1893. november 10. – 1931. november 3.   | II. Mir Mahmud kán Ahmadzai Beludzs |
| 1931. november 3. – 1933. szeptember 10. | Mir Mohamed Azám Dzsan kán Ahmadzai Beludzs |
| 1933. szeptember 10. – 1955. október 14. | Mir Ahmed Jár kán Ahmadzai Beludzs (első ízben); kikiáltotta az ország függetlenségét 1947. augusztus 5-én; beleegyezett a Pakisztánhoz való csatlakozásba 1948. március 30-án. |
| 1955. október 14.                        | Kalat állam baolvadt Nyugat-Pakisztánba |
| 1958. június 20. – 1958                  | Mir Ahmae Jár kán Ahmadzai Beludzs (második ízben) |

## Fordítás
Ez a szócikk részben vagy egészben  a   Khanate of Kalat című angol Wikipédia-szócikk ezen változatának fordításán alapul.  Az eredeti cikk szerkesztőit annak laptörténete sorolja fel. Ez a jelzés csupán a megfogalmazás eredetét és a szerzői jogokat jelzi, nem szolgál a cikkben szereplő információk forrásmegjelöléseként.

## További olvasnivaló
- Siddiqi, Farhan Hanif (2012), The Politics of Ethnicity in Pakistan: The Baloch, Sindhi and Mohajir Ethnic Movements, Routledge, ISBN 978-0-415-68614-3, <https://books.google.com/books?id=tDb6i9x1FKgC>

## Kapcsolódó szócikkek

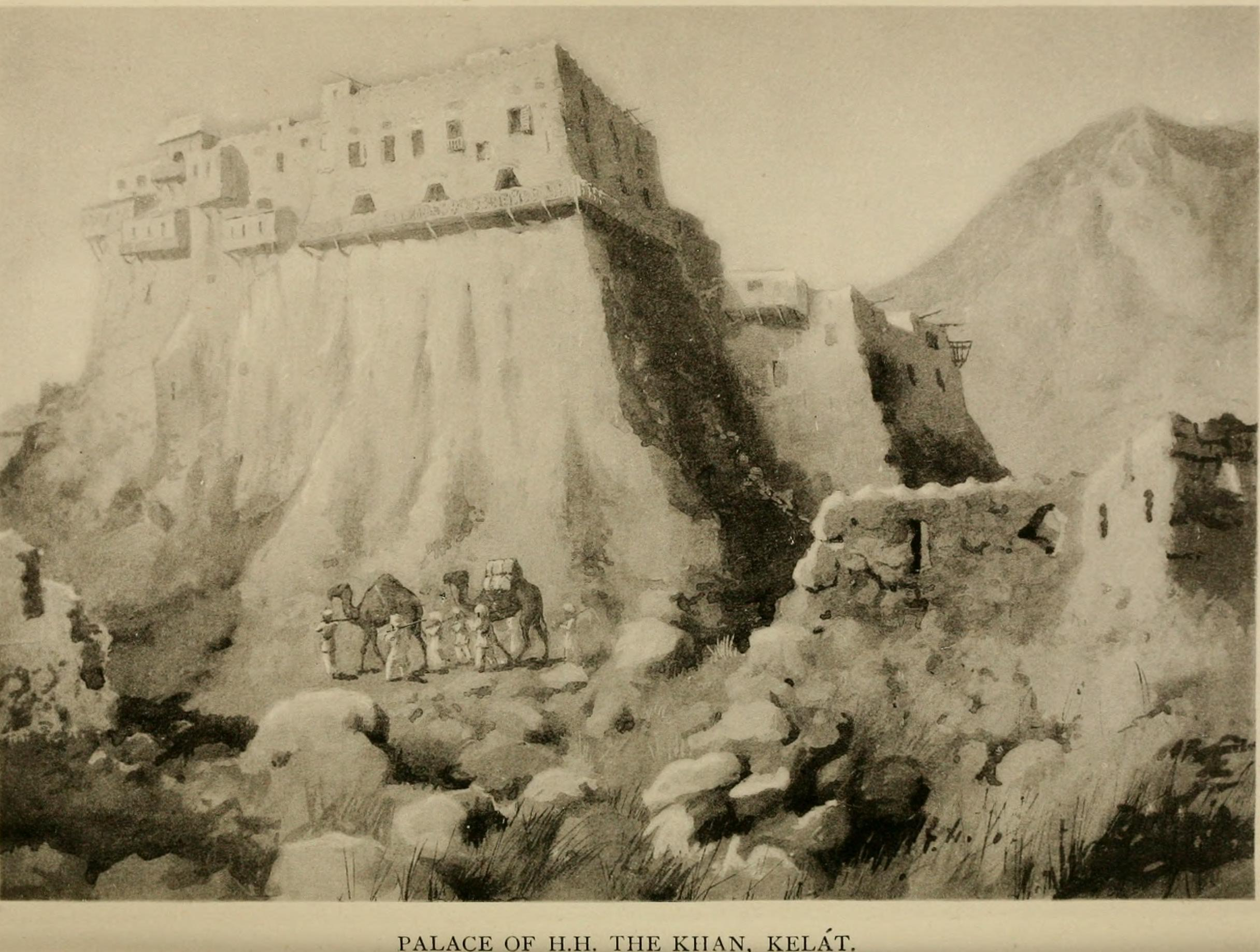
Mir Kudadad kalati kán palotája